# Rataje Wąskotorowe
Rataje Wąskotorowe – dawny przystanek kolejki wąskotorowej w Żabcu, w gminie Pacanów, w powiecie buskim, w województwie świętokrzyskim.